# ボリ・ケラ
ボリ・ケラ（Boli Khela、ベンガル語: বলীখেলা）またはバリ・ケラ（Bali Khela）は、バングラデシュの伝統的レスリングである。特にチッタゴン地域で人気があり、このチッタゴン県の県民的スポーツであると見なされている。クリンチ、投げ技、テイクダウン、関節技、抑え込み技、固め技といったグラップリング技術が含まれるコンバットスポーツの一形態である。チッタゴンの最古の伝統に1つ。ボリ・ケラの大会は、ベンガル暦で最初の月の7日目に開催されるマダルシャ連合区でMokkaro boli khelaとして、同じ月の12日目にはジャベラー・ボリ・ケラ（Jabbarer Boli khela）としてラルディジー・マイダンで常に開催される。

## 語源
ボリ（Boli）はベンガル語でレスラーまたは力持ちを意味するのに対して、ケラ（Khela）は競技（ゲーム）を示す。したがって、ボリ・ケラは力持ちのゲームを意味する。

## 歴史
ボリ・ケラはKader Boxoによって19世紀末に導入された。Boxoはチッタゴン県にあるマダルシャ連合区下のサトカニア郡の地主であった。毎年、ベンガル暦の最初の月にBoxoは借地人から税を集めた。次に、Boxoはボリ・ケラの大会を開いた。始まったのは1879年である。Boxoの死後は、大会はベンガル暦の最初の月ボイシャックの7日目に始められ、現在は「Mokkaro Boli Khela」と呼ばれる。一方、20世紀初頭にチッタゴンの商人Abdul Jabbar Saodagorがボリ・ケラを開いた。Saodagorの願望は、武器を持たない護身術であるスポーツを、イギリス統治に対して戦う若者を鍛錬するために育てることだった。この大会は1907年に始まった。第一次世界大戦が終わるとこのスポーツに対して幅広い支持が広がったが、第二次世界大戦の終わりには弱まった。

## 参加
競技場は円形あるいは四角形であり、少くとも直径が14から20フィートである。現代的なマットを使うよりも、ボリレスラーは土の床で訓練および競技を行う。試合は砂地のレスリング場で始められた。毎年、ボリ・ケラは多くの新たな参加者とファンを引き付ける。このスポーツの純粋な楽しさは地元の熱狂的なファンに伝染するだけでなく、バングラデシュへの観光客に刺激的で他に存在しない試合を垣間見る機会を与えている。多くの国のファンがボリ・ケラを見るために毎年集まる。

## ルール
大会は午後に「Dabor」（民族ドラムの一種）と「Sanai」（民族笛）の音楽と共にお祭り気分で始まる。各試合は25分から30分続くが、両対戦者が合意すれば、最終戦は最大10から15分延長されることもある。

## 偉大な熟練家
- Didar Boli、コックスバザール県（英語版）Ramu郡Omkhali出身の貿易業者[6]。
- Oli Hossain、ブラモンバリア県（英語版）出身[9]。
- Marma Singh、ダッカにあるGulsha警察署の副警部補[10]。